# Teudis ypsilon
Teudis ypsilon är en spindelart som beskrevs av Cândido Firmino de Mello-Leitão 1922. 
Teudis ypsilon ingår i släktet Teudis och familjen spökspindlar. Inga underarter finns listade i Catalogue of Life.